# Ritornerai 2
Ritornerai 2 è un singolo del rapper italiano Random, pubblicato il 9 ottobre 2020.